# Linus Nirmal Gomes
Linus Nirmal Gomes (ur. 7 września 1921 w Boro Golla, zm. 27 lutego 2021) – indyjski duchowny rzymskokatolicki, w latach 1977–1995 biskup Baruipuru.

## Życiorys
Święcenia kapłańskie przyjął 21 listopada 1954. 30 maja 1977 został prekonizowany biskupem Baruipuru. Sakrę biskupią otrzymał 19 listopada 1977. 31 października 1995 przeszedł na emeryturę.